# الوارو د میراندا نیتو
الوارو د میراندا نیتو (انگلیسی: Álvaro de Miranda Neto؛ زادهٔ ۵ فوریهٔ ۱۹۷۳) سوارکار پرش اهل برزیل است.